# سیارک ۳۱۱۹۲
سیارک ۳۱۱۹۲ (به انگلیسی: 31192 Aigoual، نامگذاری:1997YH16) سی و یک هزار و صد و نود و دومین سیارک کشف شده‌است که در ۲۹ دسامبر ۱۹۹۷ کشف شد.